# Носово (Таборинский район)
Но́сово — деревня в Таборинском районе Свердловской области России. Постоянного населения не имеет.

## Географическое положение
Деревня Носово муниципального образования «Таборинского муниципального района» расположена на правом берегу реки Тавда в 11 км к западу от деревни Чернавская, в 60 километрах (по автотрассе в 71 километрах) к северо-западу от районного центра села Таборы, в 221 км к северо-западу от Тюмени и в 309 км к северо-востоку от Екатеринбурга. Сообщение с деревней преимущественно речное, на автодороге затруднены переправы через правые притоки реки Тавда.

## История
Основана в середине XVIII века переселенцами из деревень Носова и Зуево. В 1850 году в Таборинской волости Туринского округа Тобольской губернии.  До 1924 года — центр Носовской волости.
В 1924—1980 годах — центр Носовского сельсовета Таборинского района. 18 июня 1954 года указом Президиума Верховного совета РСФСР в состав Носовского сельсовета были переведены Переходный и Ёмнинский сельсоветы. 21 апреля 1961 года решением Свердловского облисполкома деревни Назарово и Кыртымья были переданы из состава Носовского сельсовета в административно-территориальное подчинение Крутореченского сельсовета Гаринского района. 18 июня 1980 года решением Свердловского облисполкома центр Носовского сельсовета был перенесён из Носово в посёлок Новосёлово. 1 января 2006 года Носово вошла в состав новообразованного муниципального образования Унже-Павинское сельское поселение.

## Население
По 9-й ревизии 1850 года в Носово было 18 дворов, население составляло 128 человек. В 1868 году — 22 двора, население 128 человек (65 мужчин и 63 женщины).
По данным переписи 2010 года Носово не имела постоянного населения.

## Климат
Климат континентальный с холодной зимой и тёплым летом.
В Носово имеется горячий источник, обладающий лечебными свойствами.

## Образование
В 1908 году в Носово открылась церковно-приходская школа, в 1920-е годы преобразованная в 7-летнюю школу. В 1930-е годы обучение в школе проходило на белорусском языке, в деревне так же были организованны курсы белорусского языка и советского кооперативного строительства.

## Религия
Носово относилась к приходу Входоиерусалимской церкви села Чернавского.